# Campeonato Mundial de Waterpolo Masculino de 1973
El I Campeonato Mundial de Waterpolo Masculino se celebró en Belgrado (Yugoslavia) entre el 31 de agosto y el 9 de septiembre de 1973 en el marco del I Campeonato Mundial de Natación. El evento fue organizado por la Federación Internacional de Natación (FINA) y la Federación Yugoslava de Natación.

## Grupos
| Grupo A         | Grupo B | Grupo C             |
| --------------- | ------- | ------------------- |
| Unión Soviética | Hungría | Cuba                |
| Yugoslavia      | Italia  | Estados Unidos      |
| Países Bajos    | Rumania | Alemania Occidental |
| México          | España  | Grecia              |
| Australia       | Israel  | Bulgaria            |
| Reino Unido     |         |                     |

## Medallero
|         |                 |            |
| Hungría | Unión Soviética | Yugoslavia |

## Estadísticas

### Clasificación general
| 1. Hungría              |
| 2. Unión Soviética      |
| 3. Yugoslavia           |
| 4. Italia               |
| 5. Estados Unidos       |
| 6. Cuba                 |
| 7. Rumania              |
| 8. Países Bajos         |
| 9. México               |
| 10. España              |
| 11. Alemania Occidental |
| 12. Grecia              |
| 13. Bulgaria            |
| 14. Australia           |
| 15. Reino Unido         |
| 16. Israel              |

- Datos: Q597336